# Squadra dell'anno AIC
Il titolo di Squadra dell'anno AIC è un premio calcistico assegnato nella serata del Gran Galà del calcio AIC dall'Associazione Italiana Calciatori.
Sono premiati i calciatori che militano nel campionato di calcio italiano di Serie A e che si sono distinti per le loro positive prestazioni nella stagione calcistica precedente.

## Albo d'oro

### Squadra dell'anno 2011
| Ruolo | Naz.                                  | Giocatore                         | Squadra        |
| ----- | ------------------------------------- | --------------------------------- | -------------- |
| P     | Slovenia (bandiera)                   | Samir Handanovič                  | Udinese        |
| D     | Italia (bandiera)                     | Christian Maggio                  | Napoli         |
| D     | Brasile (bandiera)                    | Thiago Silva                      | Milan          |
| D     | Italia (bandiera) · Italia (bandiera) | Andrea Ranocchia Alessandro Nesta | Inter Milan    |
| D     | Colombia (bandiera)                   | Pablo Armero                      | Udinese        |
| C     | Slovacchia (bandiera)                 | Marek Hamšík                      | Napoli         |
| C     | Italia (bandiera) · Italia (bandiera) | Claudio Marchisio Thiago Motta    | Juventus Inter |
| C     | Ghana (bandiera)                      | Kevin-Prince Boateng              | Milan          |
| A     | Italia (bandiera)                     | Antonio Di Natale                 | Udinese        |
| A     | Uruguay (bandiera)                    | Edinson Cavani                    | Napoli         |
| A     | Svezia (bandiera)                     | Zlatan Ibrahimović                | Milan          |

I calciatori inclusi nel medesimo riquadro sono stati premiati ex aequo.

### Squadra dell'anno 2012
| Ruolo | Naz.               | Giocatore           | Squadra  |
| ----- | ------------------ | ------------------- | -------- |
| P     | Italia (bandiera)  | Gianluigi Buffon    | Juventus |
| D     | Italia (bandiera)  | Christian Maggio    | Napoli   |
| D     | Brasile (bandiera) | Thiago Silva        | Milan    |
| D     | Italia (bandiera)  | Andrea Barzagli     | Juventus |
| D     | Italia (bandiera)  | Federico Balzaretti | Palermo  |
| C     | Italia (bandiera)  | Claudio Marchisio   | Juventus |
| C     | Italia (bandiera)  | Antonio Nocerino    | Milan    |
| C     | Italia (bandiera)  | Andrea Pirlo        | Juventus |
| A     | Svezia (bandiera)  | Zlatan Ibrahimović  | Milan    |
| A     | Italia (bandiera)  | Antonio Di Natale   | Udinese  |
| A     | Uruguay (bandiera) | Edinson Cavani      | Napoli   |

### Squadra dell'anno 2013
| Ruolo | Naz.                | Giocatore         | Squadra    |
| ----- | ------------------- | ----------------- | ---------- |
| P     | Slovenia (bandiera) | Samir Handanovič  | Inter      |
| D     | Italia (bandiera)   | Christian Maggio  | Napoli     |
| D     | Italia (bandiera)   | Andrea Barzagli   | Juventus   |
| D     | Italia (bandiera)   | Giorgio Chiellini | Juventus   |
| D     | Italia (bandiera)   | Mattia De Sciglio | Milan      |
| C     | Cile (bandiera)     | Arturo Vidal      | Juventus   |
| C     | Italia (bandiera)   | Andrea Pirlo      | Juventus   |
| C     | Spagna (bandiera)   | Borja Valero      | Fiorentina |
| A     | Uruguay (bandiera)  | Edinson Cavani    | Napoli     |
| A     | Italia (bandiera)   | Antonio Di Natale | Udinese    |
| A     | Italia (bandiera)   | Mario Balotelli   | Milan      |

### Squadra dell'anno 2014
| Ruolo | Naz.                 | Giocatore        | Squadra  |
| ----- | -------------------- | ---------------- | -------- |
| P     | Italia (bandiera)    | Gianluigi Buffon | Juventus |
| D     | Italia (bandiera)    | Matteo Darmian   | Torino   |
| D     | Italia (bandiera)    | Andrea Barzagli  | Juventus |
| D     | Marocco (bandiera)   | Mehdi Benatia    | Roma     |
| D     | Ghana (bandiera)     | Kwadwo Asamoah   | Juventus |
| C     | Cile (bandiera)      | Arturo Vidal     | Juventus |
| C     | Italia (bandiera)    | Andrea Pirlo     | Juventus |
| C     | Francia (bandiera)   | Paul Pogba       | Juventus |
| A     | Argentina (bandiera) | Carlos Tévez     | Juventus |
| A     | Argentina (bandiera) | Gonzalo Higuaín  | Napoli   |
| A     | Italia (bandiera)    | Ciro Immobile    | Torino   |

### Squadra dell'anno 2015
| Ruolo | Naz.                 | Giocatore         | Squadra  |
| ----- | -------------------- | ----------------- | -------- |
| P     | Italia (bandiera)    | Gianluigi Buffon  | Juventus |
| D     | Italia (bandiera)    | Matteo Darmian    | Torino   |
| D     | Italia (bandiera)    | Leonardo Bonucci  | Juventus |
| D     | Italia (bandiera)    | Daniele Rugani    | Empoli   |
| D     | Italia (bandiera)    | Giorgio Chiellini | Juventus |
| C     | Belgio (bandiera)    | Radja Nainggolan  | Roma     |
| C     | Italia (bandiera)    | Andrea Pirlo      | Juventus |
| C     | Francia (bandiera)   | Paul Pogba        | Juventus |
| A     | Argentina (bandiera) | Carlos Tévez      | Juventus |
| A     | Argentina (bandiera) | Mauro Icardi      | Inter    |
| A     | Italia (bandiera)    | Luca Toni         | Verona   |

### Squadra dell'anno 2016
| Ruolo | Naz.                            | Giocatore         | Squadra  |
| ----- | ------------------------------- | ----------------- | -------- |
| P     | Italia (bandiera)               | Gianluigi Buffon  | Juventus |
| D     | Italia (bandiera)               | Andrea Barzagli   | Juventus |
| D     | Senegal (bandiera)              | Kalidou Koulibaly | Napoli   |
| D     | Italia (bandiera)               | Leonardo Bonucci  | Juventus |
| D     | Italia (bandiera)               | Giorgio Chiellini | Juventus |
| C     | Belgio (bandiera)               | Radja Nainggolan  | Roma     |
| C     | Slovacchia (bandiera)           | Marek Hamšík      | Napoli   |
| C     | Francia (bandiera)              | Paul Pogba        | Juventus |
| C     | Bosnia ed Erzegovina (bandiera) | Miralem Pjanić    | Roma     |
| A     | Argentina (bandiera)            | Paulo Dybala      | Juventus |
| A     | Argentina (bandiera)            | Gonzalo Higuaín   | Napoli   |

### Squadra dell'anno 2017
| Ruolo | Naz.                            | Giocatore         | Squadra  |
| ----- | ------------------------------- | ----------------- | -------- |
| P     | Italia (bandiera)               | Gianluigi Buffon  | Juventus |
| D     | Brasile (bandiera)              | Dani Alves        | Juventus |
| D     | Senegal (bandiera)              | Kalidou Koulibaly | Napoli   |
| D     | Italia (bandiera)               | Leonardo Bonucci  | Juventus |
| D     | Brasile (bandiera)              | Alex Sandro       | Juventus |
| C     | Belgio (bandiera)               | Radja Nainggolan  | Roma     |
| C     | Slovacchia (bandiera)           | Marek Hamšík      | Napoli   |
| C     | Bosnia ed Erzegovina (bandiera) | Miralem Pjanić    | Juventus |
| A     | Argentina (bandiera)            | Paulo Dybala      | Juventus |
| A     | Argentina (bandiera)            | Gonzalo Higuaín   | Juventus |
| A     | Belgio (bandiera)               | Dries Mertens     | Napoli   |

### Squadra dell'anno 2018
| Ruolo | Naz.                            | Giocatore               | Squadra  |
| ----- | ------------------------------- | ----------------------- | -------- |
| P     | Brasile (bandiera)              | Alisson                 | Roma     |
| D     | Portogallo (bandiera)           | João Cancelo            | Inter    |
| D     | Senegal (bandiera)              | Kalidou Koulibaly       | Napoli   |
| D     | Italia (bandiera)               | Giorgio Chiellini       | Juventus |
| D     | Brasile (bandiera)              | Alex Sandro             | Juventus |
| C     | Bosnia ed Erzegovina (bandiera) | Miralem Pjanić          | Juventus |
| C     | Serbia (bandiera)               | Sergej Milinković-Savić | Lazio    |
| C     | Belgio (bandiera)               | Radja Nainggolan        | Roma     |
| A     | Argentina (bandiera)            | Paulo Dybala            | Juventus |
| A     | Argentina (bandiera)            | Mauro Icardi            | Inter    |
| A     | Italia (bandiera)               | Ciro Immobile           | Lazio    |

### Squadra dell'anno 2019
| Ruolo | Naz.                            | Giocatore          | Squadra   |
| ----- | ------------------------------- | ------------------ | --------- |
| P     | Slovenia (bandiera)             | Samir Handanovič   | Inter     |
| D     | Portogallo (bandiera)           | João Cancelo       | Juventus  |
| D     | Senegal (bandiera)              | Kalidou Koulibaly  | Napoli    |
| D     | Italia (bandiera)               | Giorgio Chiellini  | Juventus  |
| D     | Serbia (bandiera)               | Aleksandar Kolarov | Roma      |
| C     | Bosnia ed Erzegovina (bandiera) | Miralem Pjanić     | Juventus  |
| C     | Slovenia (bandiera)             | Josip Iličić       | Atalanta  |
| C     | Italia (bandiera)               | Nicolò Barella     | Cagliari  |
| A     | Italia (bandiera)               | Fabio Quagliarella | Sampdoria |
| A     | Colombia (bandiera)             | Duván Zapata       | Atalanta  |
| A     | Portogallo (bandiera)           | Cristiano Ronaldo  | Juventus  |

### Squadra dell'anno 2020
| Ruolo | Naz.                   | Giocatore            | Squadra  |
| ----- | ---------------------- | -------------------- | -------- |
| P     | Italia (bandiera)      | Gianluigi Donnarumma | Milan    |
| D     | Germania (bandiera)    | Robin Gosens         | Atalanta |
| D     | Paesi Bassi (bandiera) | Stefan de Vrij       | Inter    |
| D     | Italia (bandiera)      | Leonardo Bonucci     | Juventus |
| D     | Francia (bandiera)     | Theo Hernández       | Milan    |
| C     | Spagna (bandiera)      | Luis Alberto         | Lazio    |
| C     | Italia (bandiera)      | Nicolò Barella       | Inter    |
| C     | Argentina (bandiera)   | Alejandro Gómez      | Atalanta |
| A     | Argentina (bandiera)   | Paulo Dybala         | Juventus |
| A     | Italia (bandiera)      | Ciro Immobile        | Lazio    |
| A     | Portogallo (bandiera)  | Cristiano Ronaldo    | Juventus |

### Squadra dell'anno 2021
| Ruolo | Naz.                      | Giocatore            | Squadra  |
| ----- | ------------------------- | -------------------- | -------- |
| P     | Italia (bandiera)         | Gianluigi Donnarumma | Milan    |
| D     | Marocco (bandiera)        | Achraf Hakimi        | Inter    |
| D     | Paesi Bassi (bandiera)    | Stefan de Vrij       | Inter    |
| D     | Italia (bandiera)         | Alessandro Bastoni   | Inter    |
| D     | Francia (bandiera)        | Theo Hernández       | Milan    |
| C     | Italia (bandiera)         | Nicolò Barella       | Inter    |
| C     | Costa d'Avorio (bandiera) | Franck Kessié        | Milan    |
| C     | Italia (bandiera)         | Federico Chiesa      | Juventus |
| A     | Colombia (bandiera)       | Luis Muriel          | Atalanta |
| A     | Belgio (bandiera)         | Romelu Lukaku        | Inter    |
| A     | Portogallo (bandiera)     | Cristiano Ronaldo    | Juventus |

### Squadra dell'anno 2022
| Ruolo | Naz.                   | Giocatore               | Squadra             |
| ----- | ---------------------- | ----------------------- | ------------------- |
| P     | Francia (bandiera)     | Mike Maignan            | Milan               |
| D     | Italia (bandiera)      | Giovanni Di Lorenzo     | Napoli              |
| D     | Brasile (bandiera)     | Gleison Bremer          | Torino              |
| D     | Inghilterra (bandiera) | Fikayo Tomori           | Milan               |
| D     | Francia (bandiera)     | Theo Hernández          | Milan               |
| C     | Italia (bandiera)      | Nicolò Barella          | Inter               |
| C     | Croazia (bandiera)     | Marcelo Brozović        | Inter               |
| C     | Serbia (bandiera)      | Sergej Milinković-Savić | Lazio               |
| A     | Portogallo (bandiera)  | Rafael Leão             | Milan               |
| A     | Serbia (bandiera)      | Dušan Vlahović          | Fiorentina Juventus |
| A     | Italia (bandiera)      | Ciro Immobile           | Lazio               |

### Squadra dell'anno 2023
| Ruolo | Naz.                     | Giocatore              | Squadra |
| ----- | ------------------------ | ---------------------- | ------- |
| P     | Francia (bandiera)       | Mike Maignan           | Milan   |
| D     | Italia (bandiera)        | Giovanni Di Lorenzo    | Napoli  |
| D     | Corea del Sud (bandiera) | Kim Min-jae            | Napoli  |
| D     | Italia (bandiera)        | Alessandro Bastoni     | Inter   |
| D     | Francia (bandiera)       | Theo Hernández         | Milan   |
| C     | Italia (bandiera)        | Nicolò Barella         | Inter   |
| C     | Slovacchia (bandiera)    | Stanislav Lobotka      | Napoli  |
| C     | Turchia (bandiera)       | Hakan Çalhanoğlu       | Inter   |
| A     | Georgia (bandiera)       | Khvicha K'varatskhelia | Napoli  |
| A     | Nigeria (bandiera)       | Victor Osimhen         | Napoli  |
| A     | Portogallo (bandiera)    | Rafael Leão            | Milan   |

### Squadra dell'anno 2024
| Ruolo | Naz.                   | Giocatore          | Squadra  |
| ----- | ---------------------- | ------------------ | -------- |
| P     | Svizzera (bandiera)    | Yann Sommer        | Inter    |
| D     | Italia (bandiera)      | Raoul Bellanova    | Torino   |
| D     | Italia (bandiera)      | Riccardo Calafiori | Bologna  |
| D     | Italia (bandiera)      | Alessandro Bastoni | Inter    |
| D     | Italia (bandiera)      | Federico Dimarco   | Inter    |
| C     | Italia (bandiera)      | Nicolò Barella     | Inter    |
| C     | Turchia (bandiera)     | Hakan Çalhanoğlu   | Inter    |
| C     | Paesi Bassi (bandiera) | Teun Koopmeiners   | Atalanta |
| A     | Argentina (bandiera)   | Lautaro Martínez   | Inter    |
| A     | Paesi Bassi (bandiera) | Joshua Zirkzee     | Bologna  |
| A     | Francia (bandiera)     | Marcus Thuram      | Inter    |

## Vincitori
- 6 premi
  - Nicolò Barella.
- 5 premi
  - Gianluigi Buffon, Giorgio Chiellini.
- 4 premi
  - Andrea Barzagli, Leonardo Bonucci, Paulo Dybala, Theo Hernández, Ciro Immobile, Kalidou Koulibaly, Radja Nainggolan, Andrea Pirlo, Miralem Pjanić.
- 3 premi
  - Alessandro Bastoni, Edinson Cavani, Antonio Di Natale, Marek Hamšík, Samir Handanovič, Gonzalo Higuaín, Christian Maggio, Paul Pogba, Cristiano Ronaldo.
- 2 premi
  - Hakan Çalhanoğlu, João Cancelo, Matteo Darmian, Stefan de Vrij, Giovanni Di Lorenzo, Gianluigi Donnarumma, Zlatan Ibrahimović, Mauro Icardi, Rafael Leão, Mike Maignan, Claudio Marchisio, Sergej Milinković-Savić, Alex Sandro, Thiago Silva, Carlos Tévez, Arturo Vidal.
- 1 premio
  - Luis Alberto, Alisson, Dani Alves, Pablo Armero, Kwadwo Asamoah, Mario Balotelli, Federico Balzaretti, Raoul Bellanova, Medhi Benatia, Kevin-Prince Boateng, Gleison Bremer, Marcelo Brozović, Riccardo Calafiori, Federico Chiesa, Mattia De Sciglio, Federico Dimarco, Alejandro Gómez, Robin Gosens, Achraf Hakimi, Josip Iličić, Kim Min-jae, Franck Kessié, Aleksandar Kolarov, Teun Koopmeiners, Khvicha K'varatskhelia, Stanislav Lobotka, Romelu Lukaku, Lautaro Martínez, Dries Mertens, Thiago Motta, Luis Muriel, Alessandro Nesta, Antonio Nocerino, Victor Osimhen, Fabio Quagliarella, Andrea Ranocchia, Daniele Rugani, Yann Sommer, Marcus Thuram, Fikayo Tomori, Luca Toni, Borja Valero, Dušan Vlahović, Duván Zapata, Joshua Zirkzee.

## Classifica per club
| Club       | Premi |
| ---------- | ----- |
| Juventus   | 49    |
| Inter      | 26    |
| Napoli     | 22    |
| Milan      | 21    |
| Roma       | 8     |
| Atalanta   | 6     |
| Lazio      | 6     |
| Torino     | 5     |
| Udinese    | 5     |
| Bologna    | 2     |
| Fiorentina | 2     |
| Cagliari   | 1     |
| Empoli     | 1     |
| Palermo    | 1     |
| Sampdoria  | 1     |
| Verona     | 1     |